# Witalij Jarema

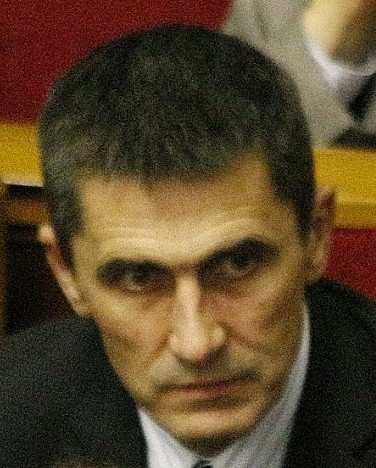
Witalij Jarema (2014)

Witalij Hryhorowytsch Jarema (ukrainisch Віта́лій Григо́рович Яре́ма, * 14. Oktober 1963 in Strakowa bei Perejaslaw-Chmelnyzkyj, Oblast Kiew, Ukrainische SSR), ist ein ukrainischer Jurist, Politiker und ehemaliger Polizist. Er wurde im Kabinett Jazenjuk I zum Ersten Vize-Ministerpräsidenten ernannt und war vom 19. Juni 2014 bis zum 10. Februar 2015 Generalstaatsanwalt der Ukraine.

## Biografie
Nachdem Jarema 1981 die Schule abgeschlossen hatte, diente er bis 1983 in der Sowjetarmee. Von 1983 bis 1985 war er als Polizist in der Polizeistation des Innenministeriums im Rajon Dnipro in Kiew tätig. Von 1985 bis 1987 besuchte er die Polizeischule des Innenministeriums in Kaliningrad. Von 1987 bis 1990 arbeitete er erneut als Polizist in Dnipro.
Von 1989 bis 1993 studierte er an der Akademie für Innere Angelegenheiten der Ukraine und machte dort seinen Abschluss in Rechtswissenschaften. Von 1990 bis 1993 arbeitete er als Ermittler und stellvertretender Polizeichef der Kriminalpolizei von Dnipro. Bis 1999 war er in Kiew als stellvertretender Leiter von Ermittlungsabteilungen tätig, die sich mit organisiertem Verbrechen befassten. Im selben Jahr erhielt er durch ein Dekret des Präsidenten der Ukraine eine Medaille dritter Klasse für seinen „Tadellosen Dienst“.
Von 1999 bis 2001 war er der stellvertretende Leiter der Kriminalermittlungsabteilung des Ministeriums für Innere Angelegenheiten. Von 2001 bis 2003 war er der Chef der Abteilung für innere Angelegenheiten der Eisenbahngesellschaft Lwiwska Salisnyzja in der Oblast Lwiw. Von Februar bis August 2003 war er der Chef der Regierungsbehörde HUBOZ, die sich mit organisiertem Verbrechen befasst. Von November 2003 bis 2005 war er der Leiter der Kriminalermittlungsabteilung des Ministeriums für Innere Angelegenheiten. Von 2005 bis 2010 war er der Leiter des Ministeriums für Innere Angelegenheiten.
Bei der Parlamentswahl in der Ukraine 2012 wurde er als Mitglied der Partei Allukrainische Vereinigung „Vaterland“ als Abgeordneter in die Werchowna Rada gewählt.
Jarema wurde im Zuge der Ereignisse vom Euromaidan im Kabinett Jazenjuk I zum Ersten Vize-Ministerpräsidenten ernannt. Dieses Amt hatte er bis zum 19. Juni inne. An diesem Tag wurde er auf Empfehlung von Präsident Petro Poroschenko als Nachfolger von Oleh Machnizkyj zum Generalstaatsanwalt der Ukraine ernannt. Am 10. Februar 2015 wurde er durch Wiktor Schokin als Generalstaatsanwalt abgelöst.

## Privates
Jarema ist verheiratet, hat einen Sohn und zwei Töchter.